# Stanford MIPS
A MIPS az angol Microprocessor without Interlocked Pipeline Stages rövidítése, aminek a jelentése kb. „mikroprocesszor futószalagfokozatok közötti zárolás nélkül”. Ez az elnevezés eredetileg a Stanford Egyetem egyik kutatási projektjét jelentette, amelyet John L. Hennessy indított az egyetemen 1981 és 1984 között. A MIPS a jelenleg csökkentett utasításkészletű, avagy RISC elnevezésű utasításkészlet-architektúrát vizsgálta, annak mikroprocesszorként történő lehetséges megvalósítását VLSI (nagyon nagy integráltságú) félvezetőtechnológiával,
és az architektúra hatékony kihasználását optimalizáló fordítók segítségével.
A MIPS, az IBM 801 és a Berkeley RISC projektekkel együtt volt az a három kutatási tervezet, amely úttörő szerepet játszott a RISC technológia létrejöttében és elterjedésében az 1980-as évek közepén. A MIPS projekt számítástechnikára gyakorolt hatásának elismeréseként Hennessy 2000-ben megkapta az Institute of Electrical and Electronics Engineers (IEEE) szervezet Neumann János-díját, David A. Pattersonnal megosztva, 2001-ben az Eckert–Mauchly Díjat az Association for Computing Machinery (ACM, Számítástechnikai Gépek Szövetsége) szervezettől, ugyanebben az évben a Seymour Cray Számítógéptudományi díjat az IEEE Computer Societytől, és 2017-ben, ismét David Pattersonnal együtt, az ACM Turing-díját.
A projekt 1981-ben indult, válaszul az IBM (801-es) és a Kaliforniai Egyetem (RISC) hasonló projektjeiről szóló beszámolókra, Hennessy vezetésével és végzős diákjainak részvételével, és 1984-ben zárult. Ugyanebban az évben Hennessy megalapította MIPS Computer Systems céget, a projekt keretében kifejlesztett technológia üzleti hasznosítása (kereskedelmi forgalomba hozatala) céljából. 1985-ben a MIPS Computer Systems bejelentett egy újabb utasításkészlet-architektúrát (ISA) ugyancsak MIPS néven, és annak első megvalósítását, az R2000-es mikroprocesszort. A kereskedelmi célú MIPS ISA és annak megvalósításai széles körben elterjedtek, megjelentek a beágyazott eszközökben, személyi számítógépek, munkaállomások, szerverek és szuperszámítógépek épültek erre a processzorra. 2017 májusától a kereskedelmi célú MIPS ISA az Imagination Technologies tulajdonába került, és főleg a beágyazott számítógépekben használják. Az 1980-as évek végén a Stanfordon egy újabb hasonló projekt indult, a MIPS-X, szintén Hennessy vezetésével.
A (Stanford) MIPS ISA 32 bites szavakon alapult. 32 bites címzést támogatott és szavas címzésű volt. Ez egy load/store architektúra, azaz minden memóriahivatkozás kizárólag a betöltő és tároló utasításokon keresztül történhetett, amelyek a főmemória és 32 általános célú regiszter (GPR) között mozgatták az adatokat (nem volt közvetlen memóriából memóriába történő adatmozgatás). Minden egyéb utasítás, mint például az egész/fixpontos aritmetika, az általános regisztereken működött. Egy alapvető utasításkészlettel rendelkezett, amely a folyamatvezérlő utasításokból, egész számokon végzett aritmetikai és logikai műveletekből és néhány kiegészítő utasításból állt. A futószalag-leállások minimalizálása érdekében a processzornak minden utasítást egy órajelciklus alatt kellett végrehajtani, a betöltés és kiírás kivételével. Nem voltak utasítások egész számok szorzására vagy osztására, vagy lebegőpontos számokon végzett műveletekre. Az architektúra az öt fokozatú futószalagon fellépő összes hazárdjelenséget késleltetési rések beiktatásával kezelte. A fordítóprogram úgy ütemezte az utasításokat, hogy elkerülje ezeket a hibás számítást okozó helyzeteket (hazárdokat), miközben ezzel együtt biztosította, hogy a generált kód végrehajtási ideje minimális legyen. Az architektúrában a lehető legnagyobb teljesítmény elérése céjából minimalizálták a kritikus végrehajtási útvonalakat, megszüntetve az ezeket hosszabbító, a futószalagfokozatok közötti reteszelő áramkörök okozta késleltetéseket, és ennek egyik következménye volt az összes veszélyhelyzet felszíni kezelése. A MIPS utasítások hossza 16 vagy 32 bit (2 vagy 4 bájt). Az utasításokat a fordító 32 bites utasításszavakba csomagolta (mivel a MIPS szavas címzésű). Egy 32 bites utasításszó két 16 bites műveletet tartalmazhatott. Ezt a gépi kód méretének csökkentése miatt vezették be. A MIPS mikroprocesszort NMOS logikában valósították meg.

## Fordítás
Ez a szócikk részben vagy egészben  a   Stanford MIPS című angol Wikipédia-szócikk ezen változatának fordításán alapul.  Az eredeti cikk szerkesztőit annak laptörténete sorolja fel. Ez a jelzés csupán a megfogalmazás eredetét és a szerzői jogokat jelzi, nem szolgál a cikkben szereplő információk forrásmegjelöléseként.